# Martin Friedrich
Martin Friedrich (* 27. Oktober 1957 in Dortmund) ist ein deutscher evangelischer Theologe. Von 2002 bis 2022 arbeitete er als Studiensekretär bei der Gemeinschaft Evangelischer Kirchen in Europa.

## Ausbildung und Tätigkeit
Friedrich studierte Evangelische Theologie an den Universitäten Bochum und Münster und wurde 1986 in Bochum zum Dr. theol. promoviert. Anschließend war er als Vikar und Pastor in verschiedenen Gemeinden tätig und wurde 1990 in der Evangelischen Kirche von Westfalen ordiniert. Von 1993 bis 2002 arbeitete er im Projekt Edition der Briefe Philipp Jakob Speners an der Ruhr-Universität Bochum, wo er sich 1996 für das Fach Kirchengeschichte habilitierte.
Seit 2002 gehörte Friedrich, entsandt von der Evangelischen Kirche von Westfalen, zur Geschäftsstelle der Gemeinschaft Evangelischer Kirchen in Europa und war als Studiensekretär für innerprotestantische Lehrgespräche und interkonfessionelle Dialoge zuständig. Schwerpunkte hierbei waren der Dialog mit den Anglikanischen Kirchen, der Europäisch-Baptistischen Föderation und (seit 2013) mit dem Einheitsrat der Römisch-katholischen Kirche.
Die Universität Bochum verlieh Martin Friedrich 2003 den Titel „außerplanmäßiger Professor“ (apl. Prof.). An der Theologischen Hochschule Elstal nahm er von 2009 bis 2021 einen regelmäßigen Lehrauftrag wahr.
In seinen Veröffentlichungen beschäftigt sich Friedrich vor allem mit Themen der neuzeitlichen Kirchengeschichte sowie der Ökumenischen Theologie und der Konfessionskunde.

## Schriften (Auswahl)
- Zwischen Abwehr und Bekehrung. Die Stellung der deutschen evangelischen Theologie zum Judentum im 17. Jahrhundert (= Beiträge zur historischen Theologie 72). Mohr, Tübingen 1988, ISBN 3-16-145318-2 (zugleich Diss. theol. Bochum 1986).
- Die preußische Landeskirche im Vormärz. Evangelische Kirchenpolitik unter dem Ministerium Eichhorn (1840–1848). Spenner, Waltrop 1994, ISBN 3-927718-58-0.
- Von Marburg bis Leuenberg. Der lutherisch-reformierte Gegensatz und seine Überwindung. Spenner, Waltrop 1999, ISBN 3-933688-29-9 (zugleich Habilitationsschrift, Bochum 1996).
- Kirche im gesellschaftlichen Umbruch. Das 19. Jahrhundert (= Zugänge zur Kirchengeschichte 8). Vandenhoeck und Ruprecht, Göttingen 2006, ISBN 3-525-03703-1.
- Kirche (= Ökumenische Studienhefte 14 = Bensheimer Hefte 108). Vandenhoeck und Ruprecht, Göttingen 2008, ISBN 978-3-525-87122-5.
- Von der Reformation zur Gemeinschaft. 50 Jahre Leuenberger Konkordie / From Reformation to Communion. The Leuenberg Agreement Turns 50. EVA, Leipzig 2022, ISBN 978-3-374-07231-6. (Sammelband von Veröffentlichungen Friedrichs aus den Jahren 2003 bis 2021)

Hinzu kommen mehrere Herausgeberschaften sowie etliche Aufsätze und Artikel, darunter zahlreiche Artikel in: Biographisch-Bibliographisches Kirchenlexikon, Religion in Geschichte und Gegenwart (4. Auflage), Evangelisches Soziallexikon.